# 24 Horas de Le Mans de 1980
As 24 Hours of Le Mans de 1980 foi o 48º grande prêmio automobilístico das 24 Horas de Le Mans, tendo acontecido nos dias 14 e 15 de junho 1980 em Le Mans, França no autódromo francês, Circuit de la Sarthe.

## Resultados Finais

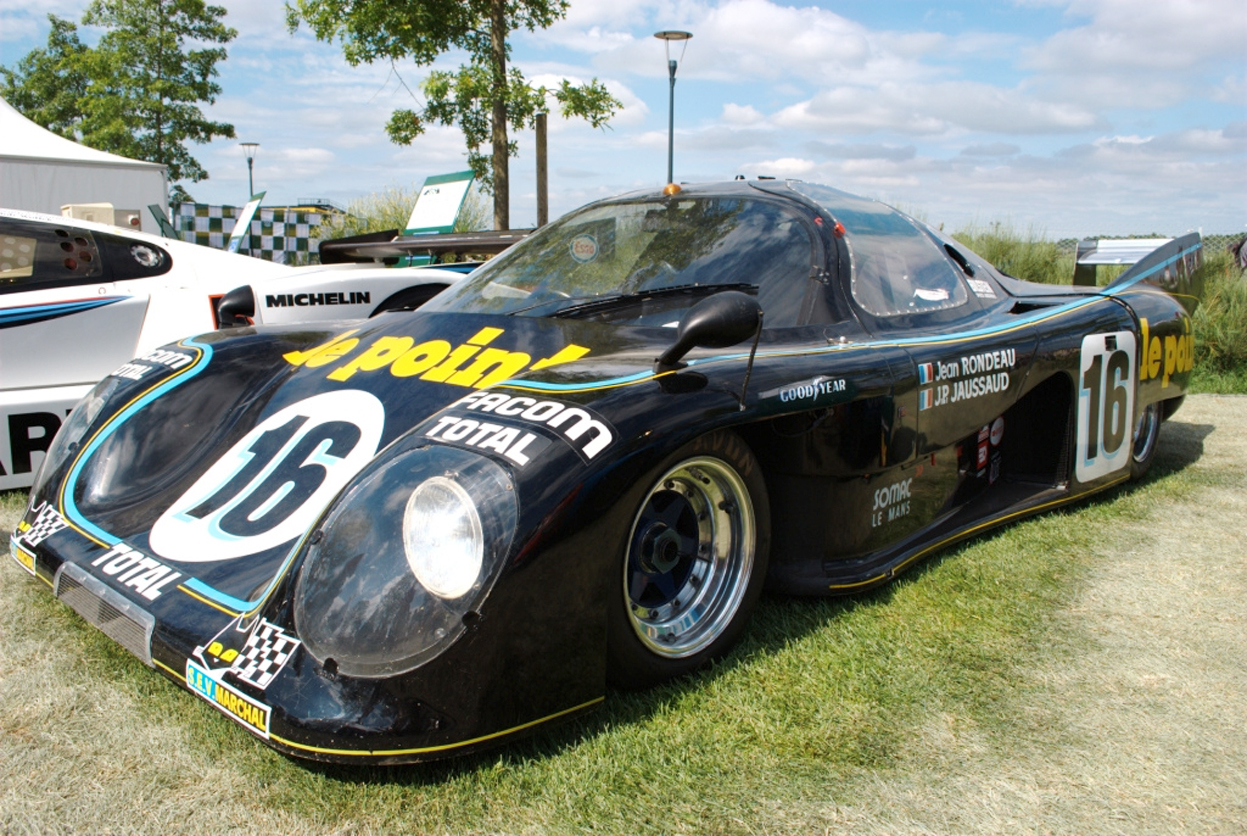
1. 16 Rondeau M379

| Pos    | Class  | No | Equipe                                   | Pilotos                                                     | Chassis                            | Pneus | Voltas |
| Pos    | Class  | No | Equipe                                   | Pilotos                                                     | Motor                              | Pneus | Voltas |
| ------ | ------ | -- | ---------------------------------------- | ----------------------------------------------------------- | ---------------------------------- | ----- | ------ |
| 1      | S +2.0 | 16 | LePoint Jean Rondeau                     | Jean Rondeau Jean-Pierre Jaussaud                           | Rondeau M379                       | G     | 338    |
| 1      | S +2.0 | 16 | LePoint Jean Rondeau                     | Jean Rondeau Jean-Pierre Jaussaud                           | Ford Cosworth DFV 3.0L V8          | G     | 338    |
| 2      | S +2.0 | 9  | Equipe Liqui Moly - Martini Racing       | Jacky Ickx Reinhold Joest                                   | Porsche 908/80                     | D     | 336    |
| 2      | S +2.0 | 9  | Equipe Liqui Moly - Martini Racing       | Jacky Ickx Reinhold Joest                                   | Porsche 2.1L Turbo Flat-6          | D     | 336    |
| 3      | GTP    | 17 | Belga Jean Rondeau                       | Gordon Spice Philippe Martin Jean-Michel Martin             | Rondeau M379                       | G     | 329    |
| 3      | GTP    | 17 | Belga Jean Rondeau                       | Gordon Spice Philippe Martin Jean-Michel Martin             | Ford Cosworth DFV 3.0L V8          | G     | 329    |
| 4      | GTP    | 5  | WM Esso                                  | Guy Fréquelin Roger Dorchy                                  | WM P79/80                          | M     | 316    |
| 4      | GTP    | 5  | WM Esso                                  | Guy Fréquelin Roger Dorchy                                  | Peugeot PRV 2.7L Turbo V6          | M     | 316    |
| 5      | IMSA   | 70 | Dick Barbour Racing                      | John Fitzpatrick Brian Redman Dick Barbour                  | Porsche 935 K3                     | G     | 316    |
| 5      | IMSA   | 70 | Dick Barbour Racing                      | John Fitzpatrick Brian Redman Dick Barbour                  | Porsche Type-935 3.2L Turbo Flat-6 | G     | 316    |
| 6      | GTP    | 4  | Porsche System                           | Manfred Schurti Jürgen Barth                                | Porsche 924 Carrera GT             | D     | 316    |
| 6      | GTP    | 4  | Porsche System                           | Manfred Schurti Jürgen Barth                                | Porsche 2.0L Turbo I4              | D     | 316    |
| 7      | S +2.0 | 8  | Alain de Cadenet                         | Alain de Cadenet François Migault                           | De Cadenet-Lola LM                 | D     | 313    |
| 7      | S +2.0 | 8  | Alain de Cadenet                         | Alain de Cadenet François Migault                           | Ford Cosworth DFV 3.0L V8          | D     | 313    |
| 8      | Gr.5   | 49 | Vegla Racing Team                        | Harald Grohs Dieter Schornstein                             | Porsche 935                        | D     | 313    |
| 8      | Gr.5   | 49 | Vegla Racing Team                        | Harald Grohs Dieter Schornstein                             | Porsche Type-935 3.0L Turbo Flat-6 | D     | 313    |
| 9      | IMSA   | 73 | JLP Racing                               | John Paul Sr. John Paul Jr. Guy Edwards                     | Porsche 935 JLP-2                  | G     | 312    |
| 9      | IMSA   | 73 | JLP Racing                               | John Paul Sr. John Paul Jr. Guy Edwards                     | Porsche Type-935 3.0L Turbo Flat-6 | G     | 312    |
| 10     | IMSA   | 76 | JMS Racing Charles Pozzi                 | Jean Xhenceval Pierre Dieudonné Hervé Regout                | Ferrari 512BB/LM                   | M     | 312    |
| 10     | IMSA   | 76 | JMS Racing Charles Pozzi                 | Jean Xhenceval Pierre Dieudonné Hervé Regout                | Ferrari 4.9L Flat-12               | M     | 312    |
| 11     | GTP    | 6  | WM Esso                                  | Jean-Daniel Raulet Marcel Mamers                            | WM P79/80                          | M     | 311    |
| 11     | GTP    | 6  | WM Esso                                  | Jean-Daniel Raulet Marcel Mamers                            | Peugeot PRV 2.7L Turbo Flat-6      | M     | 311    |
| 12     | GTP    | 2  | Porsche System                           | Andy Rouse Tony Dron                                        | Porsche 924 Carrera GT             | D     | 310    |
| 12     | GTP    | 2  | Porsche System                           | Andy Rouse Tony Dron                                        | Porsche 2.0L Turbo I4              | D     | 310    |
| 13     | GTP    | 3  | Porsche System                           | Derek Bell Al Holbert                                       | Porsche 924 Carrera GT             | D     | 305    |
| 13     | GTP    | 3  | Porsche System                           | Derek Bell Al Holbert                                       | Porsche 2.0L Turbo I4              | D     | 305    |
| 14     | IMSA   | 83 | BMW France                               | Didier Pironi Dieter Quester Marcel Mignot                  | BMW M1                             | D     | 293    |
| 14     | IMSA   | 83 | BMW France                               | Didier Pironi Dieter Quester Marcel Mignot                  | BMW M88 3.5L I6                    | D     | 293    |
| 15     | IMSA   | 84 | BMW Motorsport GmbH Dominique Lacaud     | Hans Joachim Stuck Dominique Lacaud Hans-Georg Bürger       | BMW M1                             | D     | 283    |
| 15     | IMSA   | 84 | BMW Motorsport GmbH Dominique Lacaud     | Hans Joachim Stuck Dominique Lacaud Hans-Georg Bürger       | BMW M88 3.5L I6                    | D     | 283    |
| 16     | GT     | 93 | Thierry Perrier                          | Thierry Perrier Roger Carmillet                             | Porsche 911SC                      | ?     | 280    |
| 16     | GT     | 93 | Thierry Perrier                          | Thierry Perrier Roger Carmillet                             | Porsche 4.6L Flat-6 (Ethanol)      | ?     | 280    |
| 17     | S 2.0  | 25 | ROC - Société Yacco                      | Bruno Sotty Daniel Laurent Philippe Hesnault                | Chevron B36                        | ?     | 276    |
| 17     | S 2.0  | 25 | ROC - Société Yacco                      | Bruno Sotty Daniel Laurent Philippe Hesnault                | ROC-Talbot 2.0L I4                 | ?     | 276    |
| 18     | S 2.0  | 23 | ROC - Société Yacco                      | Michel Dubois Christian Debias Florian Vetsch               | Lola T298                          | ?     | 272    |
| 18     | S 2.0  | 23 | ROC - Société Yacco                      | Michel Dubois Christian Debias Florian Vetsch               | ROC-Talbot 2.0L I4                 | ?     | 272    |
| 19     | Gr.5   | 53 | Jolly Club - Lancia Corse                | Carlo Facetti Martino Finotto                               | Lancia Beta Monte Carlo            | P     | 272    |
| 19     | Gr.5   | 53 | Jolly Club - Lancia Corse                | Carlo Facetti Martino Finotto                               | Lancia 1.4L Turbo I4               | P     | 272    |
| 20     | IMSA   | 89 | Hervé Poulain                            | Dany Snobeck Hervé Poulain Pierre Destic                    | Porsche 935                        | D     | 272    |
| 20     | IMSA   | 89 | Hervé Poulain                            | Dany Snobeck Hervé Poulain Pierre Destic                    | Porsche Type-935 3.0L Turbo Flat-6 | D     | 272    |
| 21     | IMSA   | 86 | Z & W Enterprises Inc.                   | Ernesto Soto Mark Hutchins Pierre Honnegger                 | Mazda RX-7                         | G     | 266    |
| 21     | IMSA   | 86 | Z & W Enterprises Inc.                   | Ernesto Soto Mark Hutchins Pierre Honnegger                 | Mazda 12A 1.2L 2-Rotor             | G     | 266    |
| 22     | S 2.0  | 29 | Dorset Racing Associates                 | Peter Clarke Nick Mason Martin Birrane                      | Lola T297                          | D     | 263    |
| 22     | S 2.0  | 29 | Dorset Racing Associates                 | Peter Clarke Nick Mason Martin Birrane                      | Ford Cosworth BDG 2.0L I4          | D     | 263    |
| 23     | IMSA   | 78 | EMKA Productions                         | Steve O'Rourke Richard Down Simon Phillips                  | Ferrari 512BB/LM                   | D     | 262    |
| 23     | IMSA   | 78 | EMKA Productions                         | Steve O'Rourke Richard Down Simon Phillips                  | Ferrari 4.9L Flat-12               | D     | 262    |
| 24     | GT     | 90 | Georges Bourdillat                       | Georges Bourdillat Alain-Michel Bernhard Pascal Ennequin    | Porsche 934                        | M     | 248    |
| 24     | GT     | 90 | Georges Bourdillat                       | Georges Bourdillat Alain-Michel Bernhard Pascal Ennequin    | Porsche 3.0L Turbo Flat-6          | M     | 248    |
| 25     | S +2.0 | 12 | Dome Co. Ltd.                            | Chris Craft Bob Evans                                       | Dome RL80                          | D     | 246    |
| 25     | S +2.0 | 12 | Dome Co. Ltd.                            | Chris Craft Bob Evans                                       | Ford Cosworth DFV 3.0L V8          | D     | 246    |
| 26 DNF | GTP    | 7  | WM Esso                                  | Serge Saulnier Jean-Louis Bousquet Denis Morin              | WM P79/80                          | M     | 264    |
| 26 DNF | GTP    | 7  | WM Esso                                  | Serge Saulnier Jean-Louis Bousquet Denis Morin              | Peugeot PRV 2.7L Turbo V6          | M     | 264    |
| 27 DNF | S 2.0  | 27 | Michel Elkoubi / Primagaz                | Patrick Perrier Pierre Yver                                 | Lola T298                          | ?     | 255    |
| 27 DNF | S 2.0  | 27 | Michel Elkoubi / Primagaz                | Patrick Perrier Pierre Yver                                 | BMW M12 2.0L I4                    | ?     | 255    |
| 28 DNF | GT     | 94 | Equipe Alméras Frères                    | Jacques Alméras Jean-Marie Alméras Marianne Hoepfner        | Porsche 934                        | M     | 251    |
| 28 DNF | GT     | 94 | Equipe Alméras Frères                    | Jacques Alméras Jean-Marie Alméras Marianne Hoepfner        | Porsche 3.3L Turbo Flat-6          | M     | 251    |
| 29 DNF | IMSA   | 69 | Racing Associates Inc.                   | Bob Akin Ralph Kent-Cooke Paul Miller                       | Porsche 935 K3                     | ?     | 237    |
| 29 DNF | IMSA   | 69 | Racing Associates Inc.                   | Bob Akin Ralph Kent-Cooke Paul Miller                       | Porsche Type-935 3.0L Turbo Flat-6 | ?     | 237    |
| 30 DNF | IMSA   | 95 | BMW Zol-Auto                             | François Sérvanin Laurent Ferrier Pierre-François Rousselot | BMW M1                             | G     | 237    |
| 30 DNF | IMSA   | 95 | BMW Zol-Auto                             | François Sérvanin Laurent Ferrier Pierre-François Rousselot | BMW M88 3.5L I6                    | G     | 237    |
| 31 DNF | Gr.5   | 43 | Malardeau Kremer Racing                  | Xavier Lapeyre Jean-Louis Trintignant Anne-Charlotte Verney | Porsche 935 K3                     | D     | 217    |
| 31 DNF | Gr.5   | 43 | Malardeau Kremer Racing                  | Xavier Lapeyre Jean-Louis Trintignant Anne-Charlotte Verney | Porsche Type-935 3.0L Turbo Flat-6 | D     | 217    |
| 32 DNF | Gr.5   | 45 | Gelo Racing Team                         | Bob Wollek Helmut Kelleners                                 | Porsche 935                        | P     | 191    |
| 32 DNF | Gr.5   | 45 | Gelo Racing Team                         | Bob Wollek Helmut Kelleners                                 | Porsche Type-935 3.2L Turbo Flat-6 | P     | 191    |
| 33 DNF | Gr.5   | 42 | Gozzy Kremer Racing                      | Tetsu Ikuzawa Rolf Stommelen Axel Plankenhorn               | Porsche 935 K3                     | D     | 167    |
| 33 DNF | Gr.5   | 42 | Gozzy Kremer Racing                      | Tetsu Ikuzawa Rolf Stommelen Axel Plankenhorn               | Porsche Type-935 3.0L Turbo Flat-6 | D     | 167    |
| 34 DNF | GT     | 80 | Diego Febles Racing                      | Armando Gonzales Diego Febles Francisco Romero              | Porsche 934                        | ?     | 164    |
| 34 DNF | GT     | 80 | Diego Febles Racing                      | Armando Gonzales Diego Febles Francisco Romero              | Porsche 3.0L Turbo Flat-6          | ?     | 164    |
| 35 DNF | Gr.5   | 44 | Charles Ivey Racing                      | Peter Lovett Dudley Wood John Cooper                        | Porsche 935 K3                     | D     | 158    |
| 35 DNF | Gr.5   | 44 | Charles Ivey Racing                      | Peter Lovett Dudley Wood John Cooper                        | Porsche Type-935 3.0L Turbo Flat-6 | D     | 158    |
| 36 DNF | S 2.0  | 28 | Scuderia Torino Corse                    | Lella Lombardi Mark Thatcher                                | Osella PA8                         | P     | 157    |
| 36 DNF | S 2.0  | 28 | Scuderia Torino Corse                    | Lella Lombardi Mark Thatcher                                | BMW M12 2.0L I4                    | P     | 157    |
| 37 DNF | IMSA   | 85 | Sun System Whittington Brothers Racing   | Hurley Haywood Don Whittington Dale Whittington             | Porsche 935 K3                     | G     | 151    |
| 37 DNF | IMSA   | 85 | Sun System Whittington Brothers Racing   | Hurley Haywood Don Whittington Dale Whittington             | Porsche Type-935 3.0L Turbo Flat-6 | G     | 151    |
| 38 DNF | GT     | 91 | ASA Cachia                               | Christian Bussi Bernard Salam Cyril Grandet                 | Porsche 934                        | ?     | 137    |
| 38 DNF | GT     | 91 | ASA Cachia                               | Christian Bussi Bernard Salam Cyril Grandet                 | Porsche 3.0L Turbo Flat-6          | ?     | 137    |
| 39 DNF | IMSA   | 71 | Dick Barbour Racing                      | Bobby Rahal Bob Garretson Allan Moffat                      | Porsche 935 K3                     | G     | 134    |
| 39 DNF | IMSA   | 71 | Dick Barbour Racing                      | Bobby Rahal Bob Garretson Allan Moffat                      | Porsche Type-935 3.0L Turbo Flat-6 | G     | 134    |
| 40 DNF | IMSA   | 77 | JMS Racing Charles Pozzi                 | Jean-Claude Andruet Claude Ballot-Léna                      | Ferrari 512BB/LM                   | M     | 129    |
| 40 DNF | IMSA   | 77 | JMS Racing Charles Pozzi                 | Jean-Claude Andruet Claude Ballot-Léna                      | Ferrari 4.9L Flat-12               | M     | 129    |
| 41 DNF | S +2.0 | 1  | André Chevalley Racing                   | Patrick Gaillard François Trisconi André Chevalley          | ACR 80 (Lola T380)                 | ?     | 126    |
| 41 DNF | S +2.0 | 1  | André Chevalley Racing                   | Patrick Gaillard François Trisconi André Chevalley          | Ford Cosworth DFV 3.0L V8          | ?     | 126    |
| 42 DNF | GTX    | 96 | Garage du Bac                            | Frederic Alliot Jacques Guérin                              | BMW M1                             | D     | 125    |
| 42 DNF | GTX    | 96 | Garage du Bac                            | Frederic Alliot Jacques Guérin                              | BMW M88 3.5L I6                    | D     | 125    |
| 43 DNF | S +2.0 | 15 | ITT Jean Rondeau                         | Henri Pescarolo Jean Ragnotti                               | Rondeau M379                       | G     | 124    |
| 43 DNF | S +2.0 | 15 | ITT Jean Rondeau                         | Henri Pescarolo Jean Ragnotti                               | Ford Cosworth DFV 3.0L V8          | G     | 124    |
| 44 DNF | Gr.5   | 41 | Porsche Kremer Racing                    | Ted Field Danny Ongais Jean-Louis Lafosse                   | Porsche 935 K3                     | D     | 89     |
| 44 DNF | Gr.5   | 41 | Porsche Kremer Racing                    | Ted Field Danny Ongais Jean-Louis Lafosse                   | Porsche 3.0L Turbo Flat-6          | D     | 89     |
| 45 DNF | S 2.0  | 22 | Hubert Striebig                          | Michel Pignard Mario Ketterer Hubert Striebig               | Toj SM01                           | ?     | 79     |
| 45 DNF | S 2.0  | 22 | Hubert Striebig                          | Michel Pignard Mario Ketterer Hubert Striebig               | BMW 2.0L I4                        | ?     | 79     |
| 46 DNF | IMSA   | 75 | JMS Racing Charles Pozzi                 | Lucien Guitteny Gérard Bleynie                              | Ferrari 512BB/LM                   | M     | 47     |
| 46 DNF | IMSA   | 75 | JMS Racing Charles Pozzi                 | Lucien Guitteny Gérard Bleynie                              | Ferrari 4.9L Flat-12               | M     | 47     |
| 47 DNF | IMSA   | 82 | March Racing Ltd.                        | Manfred Winkelhock Patrick Nève Michael Korton              | BMW M1                             | D     | 38     |
| 47 DNF | IMSA   | 82 | March Racing Ltd.                        | Manfred Winkelhock Patrick Nève Michael Korton              | BMW M88 3.5L I6                    | D     | 38     |
| 48 DNF | Gr.5   | 46 | Meccarillos Racing                       | Claude Haldi Bernard Béguin Volkert Merl                    | Porsche 935                        | D     | 37     |
| 48 DNF | Gr.5   | 46 | Meccarillos Racing                       | Claude Haldi Bernard Béguin Volkert Merl                    | Porsche Type-935 2.9L Turbo Flat-6 | D     | 37     |
| 49 DNF | S 2.0  | 24 | ROC - Sociéte Yacco                      | Marc Sourd Bernard Verdier                                  | Lola T298                          | ?     | 27     |
| 49 DNF | S 2.0  | 24 | ROC - Sociéte Yacco                      | Marc Sourd Bernard Verdier                                  | ROC-Talbot 2.0L I4                 | ?     | 27     |
| 50 DNF | Gr.5   | 52 | Scuderia Lancia Corse                    | Piercarlo Ghinzani Markku Alén Gianfranco Brancatelli       | Lancia Beta Monte Carlo            | P     | 26     |
| 50 DNF | Gr.5   | 52 | Scuderia Lancia Corse                    | Piercarlo Ghinzani Markku Alén Gianfranco Brancatelli       | Lancia 1.4L Turbo I4               | P     | 26     |
| 51 DNF | IMSA   | 79 | Scuderia Supercar Bellancauto            | Spartaco Dini Fabrizio Violati Maurizio Micangeli           | Ferrari 512BB/LM                   | M     | 10     |
| 51 DNF | IMSA   | 79 | Scuderia Supercar Bellancauto            | Spartaco Dini Fabrizio Violati Maurizio Micangeli           | Ferrari 4.9L Flat-12               | M     | 10     |
| 52 DNF | IMSA   | 68 | Racing Associates Inc.                   | Skeeter McKitterick Charles Mendez Leon Walger              | Porsche 935 K3                     | G     | 9      |
| 52 DNF | IMSA   | 68 | Racing Associates Inc.                   | Skeeter McKitterick Charles Mendez Leon Walger              | Porsche Type-935 3.0L Turbo Flat-6 | G     | 9      |
| 53 DNF | IMSA   | 72 | Wynn's International Dick Barbour Racing | Robert Kirby Mike Sherwin Bob Harmon                        | Porsche 935 K3                     | G     | 7      |
| 53 DNF | IMSA   | 72 | Wynn's International Dick Barbour Racing | Robert Kirby Mike Sherwin Bob Harmon                        | Porsche Type-935 3.0L Turbo Flat-6 | G     | 7      |
| 54 DNF | S 2.0  | 20 | Jean-Philippe Grand                      | Jean-Philippe Grand Yves Courage                            | Chevron B36                        | ?     | 6      |
| 54 DNF | S 2.0  | 20 | Jean-Philippe Grand                      | Jean-Philippe Grand Yves Courage                            | BMW M12 2.0L I4                    | ?     | 6      |
| 55 DNF | Gr.5   | 51 | Scuderia Lancia Corse                    | Hans Heyer Bernard Darniche Teo Fabi                        | Lancia Beta Monte Carlo            | P     | 6      |
| 55 DNF | Gr.5   | 51 | Scuderia Lancia Corse                    | Hans Heyer Bernard Darniche Teo Fabi                        | Lancia 1.4L Turbo I4               | P     | 6      |

Legenda :DNQ = Não largou - DNF = Abandono - NC = Não classificado - DSQ= Desqualificado